# Chu Mu-Yen
Chu Mu-Yen (pinyin:Chū Mù-Yén) född 14 mars 1982, är en taiwanesisk taekwondoutövare. Han är en av två taiwanesiska taekwondoutövare och den första herren av alla taiwanesiska idrottaren som vunnit guldmedalj. Han vann guldmedalj i VM i taekwondo 2003 i Garmisch-Partenkirchen, guldmedalj i de olympiska sommarspelen 2004 i Aten och tog även OS-brons i flugviktsklassen i samband med de olympiska taekwondo-turneringarna 2008 i Peking.. I december 2008 tog han sin magistersexamen i arbetsterapi vid Universitetet av Pittsburgh. Han kommer att börja arbeta på sin doktorsbehandling i universitetet i södra Florida i slutet av 2009.